# Robert John McClory
Robert John McClory (Detroit, 10 ottobre 1963) è un vescovo cattolico statunitense, dal 26 novembre 2019 vescovo di Gary.

## Biografia
Robert John McClory è nato a Detroit il 10 ottobre 1963 ed è il più giovane di quattro figli di James e Ann McClory.

### Formazione e ministero sacerdotale
Ha frequentato le scuole elementari "San Francesco di Sales" a Detroit e "Santa Maria" a Royal Oak e si è diplomato alla George A. Dondero High School di Royal Oak. Ha conseguito la laurea in politica e comunicazione presso la Oakland University di Rochester nel 1985, il Master in Public Administration in sviluppo economico alla Columbia University di New York nel 1987 e il dottorato di ricerca in giurisprudenza presso l'Università del Michigan nel 1991. Dal 1991 al 1994 ha lavorato in uno studio legale.
Ha studiato filosofia al seminario maggiore "Sacro Cuore" di Detroit dal 1994 al 1995. Nel 1995 è stato inviato a Roma per studi. Ha preso alloggio nel Pontificio collegio americano del Nord. Nel 1998 si è laureato in teologia presso la Pontificia Università Gregoriana.
L'8 ottobre 1998 è stato ordinato diacono nella basilica di San Pietro in Vaticano dal cardinale Edmund Casimir Szoka. Il 22 maggio 1999 è stato ordinato presbitero per l'arcidiocesi di Detroit dal cardinale Adam Joseph Maida. L'anno successivo ha conseguito la licenza in diritto canonico presso la Pontificia università "San Tommaso d'Aquino". In seguito è stato vicario parrocchiale delle parrocchie di Sant'Isidoro a Macomb Township e di Santa Teresa di Lisieux a Shelby Township dal 2000 al 2002; segretario amministrativo del cardinale Adam Joseph Maida dal 2002 al 2003; cancelliere arcivescovile dal 2003 al 2009; cooperatore festivo delle parrocchie di Nostra Signora dei Laghi a Waterford, di San Biagio a Sterling Heights e di Sant'Andrea a Rochester dal 2004 al 2011; vicario generale e moderatore della curia dal 2009 al 2018; parroco della parrocchia della Presentazione e di Nostra Signora della Vittoria a Detroit e osservatore per la regione ecclesiastica VI presso la Conferenza episcopale dal 2011 al 2017 e rettore della basilica santuario nazionale del Piccole Fiore a Royal Oak dal 2017 al 2019. È stato anche giudice presso il tribunale metropolitano di Detroit dal 2001 al 2019, professore di diritto canonico presso il seminario maggiore "Sacro Cuore" di Detroit dal 2002 al 2019 e membro del collegio dei consultori. Il 20 maggio 2005 è stato nominato cappellano di Sua Santità.

### Ministero episcopale
Il 26 novembre 2019 papa Francesco lo ha nominato vescovo di Gary. Ha ricevuto l'ordinazione episcopale l'11 febbraio successivo nella cattedrale dei Santi Angeli a Gary dall'arcivescovo metropolita di Indianapolis Charles Coleman Thompson, co-consacranti l'arcivescovo metropolita di Detroit Allen Henry Vigneron e il vescovo emerito di Gary Dale Joseph Melczek. Durante la stessa celebrazione ha preso possesso della diocesi.
Oltre all'inglese, conosce l'italiano, lo spagnolo e la lingua dei segni.

## Genealogia episcopale
La genealogia episcopale è:
- Cardinale Scipione Rebiba
- Cardinale Giulio Antonio Santori
- Cardinale Girolamo Bernerio, O.P.
- Arcivescovo Galeazzo Sanvitale
- Cardinale Ludovico Ludovisi
- Cardinale Luigi Caetani
- Cardinale Ulderico Carpegna
- Cardinale Paluzzo Paluzzi Altieri degli Albertoni
- Papa Benedetto XIII
- Papa Benedetto XIV
- Papa Clemente XIII
- Cardinale Marcantonio Colonna
- Cardinale Giacinto Sigismondo Gerdil, B.
- Cardinale Giulio Maria della Somaglia
- Cardinale Carlo Odescalchi, S.I.
- Cardinale Costantino Patrizi Naro
- Cardinale Lucido Maria Parocchi
- Papa Pio X
- Papa Benedetto XV
- Papa Pio XII
- Cardinale Eugène Tisserant
- Papa Paolo VI
- Arcivescovo Gabriel Montalvo Higuera
- Arcivescovo Joseph Edward Kurtz
- Arcivescovo Charles Coleman Thompson
- Vescovo Robert John McClory